# NHK新闻 (电视节目)
《NHK新闻》（日语：NHKニュース）是日本放送协会（NHK）的新闻节目，也是日本现有的电视节目中播出历史最长的。节目在NHK综合频道播放，部分时段的《NHK新闻》也会在NHK World Premium频道播出。
除了全国新闻外，某些时段还播放地区或县的本地新闻（请参阅#地方新聞）。
当有重要新闻播出时，时间可能会延长。特别节目也会在紧急情况下播出，例如灾难或情况变化（请参阅#特别新闻及特别节目）

## 全國新聞
- 播出時間從白天到夜間皆有（部分時段除外），每次5-10分鐘不等[註 1]。此外，在災害、事態變化等緊急情況下也會播放特別新聞節目（NHKテレビジョンニュース）[1]。
- 除了12:00、18:00、平日13:00、週日20:45的新聞時段外，其餘的新聞節目內皆會有氣象播報[註 2]。平日09:00 - 16:00與週六05:00時段的新聞結尾則會有即時的財經數據（日經平均指數與匯率）。
- 除了週六、週日與國定假日的05:00與06:00的時段外，其餘的時段皆會以即時字幕播出（日语：字幕放送）。18:00的新聞時段為雙語播出（日语：2か国語放送），週日20:45的新聞會帶有手語翻譯[註 3][2]。
- 此外，當《NHK新聞 早安日本》等新聞節目因週末、國定假日、黃金週、年末年初等特殊節目編排而暫停時，《NHK新聞》會作為新聞節目替代的播出選項。
- 在相撲、甲子園等體育賽事播出時，因賽事延長或時間變動而導致無法進行預定的新聞節目播出時，有時NHK會根據賽事進行情況而暫停賽事直播，並播出幾分鐘的《NHK新聞》。
- 平日的午間新聞到晚間新聞，每次的新聞節目會大約有5至6個新聞事件以重點式的列出標題的方式報導，其中2至3個新聞會與採訪片段一起播出。[註 4] 而會播出完整新聞內容的時間為平日、週末和國定假日的12:00、18:00、23:00。
- 基本上，NHK新聞的所有新聞內容均由播報員朗讀手稿，但從2023年開始，在部分的新聞節目播出時會有由AI生成的自動語音在特定時間內朗讀新聞內容的環節。

#### 播出時段
| 播出時段      | 星期                 | 備註 | 主播 |
| ------------- | -------------------- | --- | --- |
| 05:00 - 05:10 | 週六、週日、國定假日 | | （六） 狩野史長 岡崎太希 石井智也 勝呂恭佑 廣瀬雄大 矢崎智之 （日） 竹野大輝 菅谷鈴夏 押尾駿吾 姫野美南 （國定假日） 勝呂恭佑 廣瀬雄大 矢崎智之 |
| 06:00 - 06:10 | 週日、國定假日       | | （日） 竹野大輝 菅谷鈴夏 押尾駿吾 姫野美南 （國定假日） 勝呂恭佑 廣瀬雄大 矢崎智之                                                              |
| 09:00 - 09:05 | 平日                 | 為《朝一》的一個部分。                                                                                         | 勝呂恭佑 廣瀨雄大 矢崎智之 |
| 10:00 - 10:05 | 每日                 | 平日結束後會播出《Catch!世界的頭條新聞》。                                                                     | （平日） 霍爾科姆·傑克·和馬 是永千惠 （六、日、國定假日） 井上二郎 赤木野野花                                                                   |
| 11:00 - 11:05 | 平日                 | 有時會因《歌會始》的現場直播等特別節目而暫停播出。                                                             | （一 - 四）合原明子 （五）利根川真也 |
| 12:00 - 12:15 | 平日                 | 會在NHK日本國際傳媒的網站首頁上同步直播。                                                                      | （一 - 四）合原明子 （五 - 日、國定假日）利根川真也                                                                                             |
| 12:00 - 12:10 | 週六、週日、國定假日 | 會在NHK日本國際傳媒的網站首頁上同步直播。                                                                      | （一 - 四）合原明子 （五 - 日、國定假日）利根川真也                                                                                             |
| 13:00 - 13:05 | 每日                 | 平日結束後會播出《列島新聞》。                                                                                 | （一 - 四）合原明子 （五 - 日、國定假日）利根川真也                                                                                             |
| 14:00 - 14:05 | 平日                 | 結束後會播出《列島新聞》。                                                                                     | 荒木櫻 押尾駿吾 豐島實季 岩野吉樹 角谷直也 八田知大 金子峻 江原啓一郎 伊原弘將 矢崎智之 山口寬明 勝呂恭佑                                       |
| 15:00 - 15:07 | 平日                 | | 荒木櫻 押尾駿吾 豐島實季 岩野吉樹 角谷直也 八田知大 金子峻 江原啓一郎 伊原弘將 矢崎智之 山口寬明 勝呂恭佑                                       |
| 15:00 - 15:05 | 週六、週日、國定假日 | | 利根川真也 |
| 16:00 - 16:05 | 平日                 | 結束後播出「下午LIVE NEWSOON」。                                                                               | 荒木櫻 押尾駿吾 豐島實季 岩野吉樹 角谷直也 八田知大 金子峻 江原啓一郎 伊原弘將 矢崎智之 山口寬明 勝呂恭佑                                       |
| 18:00 - 18:10 | 平日                 | 除了在近畿地區與北海道不播出外，也有些地區會選擇以預錄全國新聞的方式將全國新聞的片段延後於地方新聞節目中插播。 | （週一 - 週四）合原明子 （週五）利根川真也 |
| 18:00 - 18:05 | 週六、週日、國定假日 | | 利根川真也 |
| 20:45 - 20:55 | 週日                 | 在《週六九點觀察》暫停播出時會作為替代節目播出。                                                               | 今井翔馬 |
| 22:40 - 22:45 | 週日                 | | 輪流播報 |
| 22:40 - 22:45 | 週日                 | 岩野吉樹 角谷直也 金子峻 八田知大                                                                              | |
| 22:55 - 23:00 | 週六（含國定假日）   | | |
| 23:40 - 23:45 | 週一 - 週五          | | |

## 地方新聞
播出時間因地區而略有不同，而平日也會播出地方情報節目，並在節目中播送新聞。
分為據點局製作整個地區的地方新聞與每個地方分台製作的地方新聞（特別是平日 18:10 和 20:45 的新聞，以及週六、週日和國定假日 18:45 的新聞）。
此外，由於千葉、橫濱、埼玉的放送局所製作的新聞無法在NHK綜合頻道上播出，因此當地放送局製作的地方新聞將在FM上播出。
即使在自然災害或選舉等事件有關的重大新聞時段，也可能會有臨時的地方新聞時段。

### 區域與據點局
| 區域           | 據點局   | 備註 |
| -------------- | -------- | --- |
| 北海道         | 札幌     | |
| 東北           | 仙台     | 平日12:15和20:45播出各縣的地方新聞。 每週六、日的18:45，在秋田、盛岡、福島等地區會播放縣內新聞，青森、山形等地會播出仙台的新聞片段。。 國定假日的18:45，秋田地區會播出縣內新聞，除秋田外的所有東北地區會由放送局播出仙台的新聞片段。 |
| 關東甲信越     | 首都圏局 | 新潟、長野、甲府和水戶等地區平日在 12:15 和 20:45 分播出縣內地方新聞。上述以外的關東地區由放送局播出首都局製作的新聞片段（20:45開始為《首都圈新聞845》）。 週六、週日和國定假日，新潟放送局會在 12:10 和 18:45 的時段播出縣內新聞，長野放送局在 18:45 時段播放縣內新聞，甲府放送局則會於18:45播出《新聞645（針對關東地區和山梨縣)》。)，並且會在節目的最後四分鐘（18:55 - 18:59）播放縣內新聞。 |
| 東海地區、北陸 | 名古屋   | 平日的12:15與20:45時會播出縣內新聞。而岐阜放送局和津放送局則從名古屋放送局播出《新聞（東海3縣）》。（20:45開始為《新聞845》）。 各縣的地方新聞在周六、週日和假日的 12:10 和 18:45 播出，而岐阜放送局和津放送局將播出由名古屋放送局製作的《新聞（東海3縣）》，福井和富山則在12點10分播放金澤放送局製作的北陸新聞片段。                                                                           |
| 近畿           | 大阪     | 平日20:45會播出各縣的地方新聞。 週六於18:05 至 18:59 播出綜合新聞節目《Hot 關西 Saturday》。 |
| 中國           | 廣島     | 平日12:15與20:45時段播出縣內新聞。 週六、週日與國定假日的18:45時段會播出縣內新聞，而在松江與鳥取地區會播出「山陰新聞645」。 |
| 四國           | 松山     | 平日12:15與20:45時段會播出縣內新聞。 週六、週日與國定假日的18:45時段會播出縣內新聞（18:55 - 18:59播出由松山放送局製作的四國地區氣象報導）。 假日18:45播出由松山放送局製作的新聞片段。 |
| 九州、沖縄     | 福岡     | 平日12:15與20:45時段會播出縣內新聞，但北九州地區的12:15時段播出福岡放送局製播的新聞，而在20:45時，在福岡縣會播出《新聞845福岡》，北九州地區會播出《新聞845北九州》。 週六、週日18:45會播出縣內新聞，但在北九州會播出由福岡放送局製作的《新聞645福岡》。 國定假日的18:45時段，沖繩地區會播出縣內新聞，沖繩外的地區的九州各縣會播出由福岡放送局製播的新聞片段。                                   |

首都圈局製作的一些地方新聞節目也會在NHK World Premium上同步播出。自2020年3月起，首都圈局製作的地方新聞開始透過NHK+向日本全國播出。

### 播出時段
| 播出時段      | 星期                  | 備註 |
| ------------- | --------------------- | --- |
| 06:55 - 07:00 | 每日                  | 平日、週六（國定假日除外）為「NHK新聞 早安日本」的一部分。 |
| 07:25 - 07:30 | 週一 - 週六的國定假日 | |
| 07:30 - 07:35 | 週六（國定假日除外）  | 僅限於九州、沖縄地區。 |
| 07:40 - 07:45 | 週日                  | |
| 07:45 - 08:00 | 平日                  | |
| 07:55 - 08:00 | 週六（國定假日除外）  | 僅限於中國地區。 |
| 12:10 - 12:15 | 週六、週日、國定假日  | |
| 12:15 - 12:20 | 平日                  | |
| 15:07 - 15:10 | 平日                  | 播出國會直播與高中棒球聯賽時則會暫停播出。 |
| 18:45 - 19:00 | 週六、週日、國定假日  | 18:53 - 18:55 播出全國的氣象報導（一部分地區除外） |
| 20:45 - 21:00 | 平日                  | 結束後播出『九點看新聞』 |
| 20:55 - 21:00 | 週六、週日、國定假日  | 在國定假日為週一至週五時，節目結束後會播出《九點看新聞》。週六在節目結束後會播出《週六九點觀察》。 週日在關東甲信越地區播出的新聞會有手語翻譯，而在近畿地區也會不定期以雙語播出。 |

## 特别新闻及特别节目
在紧急报道和选举报道方面，扩大了播出时间（如扩大《正午新闻》），在播出后开设特别新闻节目，除了报道特别新闻（在播出时间外设置新闻节目）外，还报道灾害报道（如台风、大雨、大雪、强烈地震等），除了这些之外，还可能在通常不播出的情况下整晚播出特别新闻。
以2018年为例，报告总结道，“扩播时段（包括《NEWS7》等）达310次，约83小时，特别新闻达351次，约97小时。” 。
在某些情况下，NHK会扩大时段或采取除特别新闻之外的其他措施。
关于新型冠状病毒感染扩大的相关对策（2020年）
2020年4月7日，日本政府宣布7个都道府县进入紧急事态宣言，并采取以下措施（节假日及国会直播期间除外；下同）。
- 平日10点的《NHK新闻》将扩大到30分钟[註 35]，本地新闻时段为7点45分（《早安日本（关东甲信越）（日语：NHKニュースおはよう日本・関東甲信越）（东京）》、《早安关西（日语：NHKニュースおはよう関西）》（大阪）、《早安九州冲绳（日语：おはよう九州沖縄）》）（福冈）、《早安东海（日语：おはよう東海）》（名古屋）、《早安北海道（日语：NHKニュースおはよう北海道）》（札幌）[註 36]）交错播放与新型冠状病毒相关的新闻。
- 平日11点播出的《NHK新闻》延长至15分钟，并将对以“顶级访谈”形式对各领域组织代表和大企业社长进行采访。
- 平日13点、16点的《NHK新闻》均延长至15分钟，13点从NHK广播电视中心播放关东、甲信越地区的新闻，以及与来自大阪演播室的近畿地区的“新型冠状病毒”，16点的广播将播出其他两个地区的有关新型冠状病毒的新闻。

上述措施分阶段实施，并于2020年7月3日之前完成。
另外，从2020年4月20日起，我们将在全国各地中午12点，以14点为主播播出《正午新闻》地方新闻播出的相关新闻。6月1日起，节目名称改为《列岛新闻》，成为常规节目。
俄罗斯入侵乌克兰（2022）
从2022年3月1日至2023年3月31日，NHK综合将开始交错播放当时NHK BS1的国际新闻节目《Catch!世界的头条新闻》和《世界新闻周刊》。NHK综合频道的《国际报道》播出时间提前。
令和6年能登半岛地震
对于因地震而无法收看地面频道的灾民，金泽放送局的节目自1月9日起在BS103ch（原BS Premium（2K广播）频道）同步播出。因此，金泽局的石川当地新闻和名古屋局的东海·北陆地区新闻从1月9日晚起暂时成为事实上的全国播出。

## 新闻演播室
- 位于东京涩谷的NHK广播电视中心北楼新闻中心报道全国各地的新闻。
- 该消息将在A层的“常规节目”中播出。为了应对灾难和紧急情况，多名播报员每天24小时随时待命[註 37]。首先，我先给大家介绍一下“常规节目”，但是旁边有一个“特别节目”，为了改变常规节目并连续播放，负责人和节目大约都会改变每个小时。但原则上，不会使用关东及关东甲信越当地使用的C层演播室[註 38]。
- 2016年10月4日至2020年9月25日期间，平日14点的全国新闻通常在大阪的NHK大阪放送局新闻演播室播出，原因如下。从2017年2月20日起，演播室布景被翻新为与当时东京常规新闻布景相似的颜色，但仅在关西当地的同一时间和工作日的12:15和15:07使用[註 39]。2020年9月28日起，《列岛新闻》将从大阪局播出，同期全国新闻将返回东京。
  - 万一NHK广播电视中心（涩谷）因首都直下地震或播出设备出现停电而发生故障，大阪放送局可以通过备份功能传输全国新闻[15][註 40]。

## 備註